# Жемчужников Юрій Аполлонович
Ю́рій Аполо́нович Жемчу́жников (*26 квітня (8 травня) 1885, Самара — †9 січня 1957, Ленінград) — російський і радянський геолог, спеціаліст в галузі геології і петрографії вугілля, член-кореспондент АН СРСР (1946).

## Біографія
Закінчив Гірничий інститут у Петрограді (1915) і з 1920 року викладав у ньому.
У 1920—1941 рр. — працював у Геологічному комітеті та Всесоюзному науково-дослідницькому геологічному інституті.
З 1930 р. — професор Ленінградського гірничого інституту.

## Основні наукові досягнення
- Запропонував і розробив принципи класифікації вугільних пластів за видом присутніх у них спор.
- Запропонував власну генетичну класифікацію вугілля, у якій виділяв дві групи (гумоліти і сапропеліти), а кожну з груп розділив на два класи (1 — гуміти, 2 — ліптобіоліти, 3 — сапропеліти і 4 — сапроколіти).
- Розвинув літологію вугільних товщ і уявлення про умови виникнення вугільних пластів. Розвинув вчення про фації.
- Був керівником проекту «Атлас микроструктуры углей СССР» (1937) і збірника «Косая слоистость и её геологическая интерпретация» (1940).

## Нагороди
Орден Леніна, 2 інш. орденами, а також медалями.